# D-FORCE
D-FORCE（ディーフォース）は、エイベックスにかつて存在したレコードレーベル。日本産のテクノ系サウンド専門のレーベルだった。
初期avexの成長を担ったレーベルであり、折からのジュリアナ東京ブームとあいまって数々のテクノサウンドをディスコシーンに送り込みavexを大手レコード会社へと押し上げた。
ジュリアナ東京を象徴するであろう最も有名な曲の1つである「CAN'T UNDO THIS!!」のヒットで知られるMAXIMIZORなどが在籍していた事で有名。

## かつて所属していたアーティスト
- MAXIMIZOR
- STARR GAZER
- 2ND FUNK-TION
- MASTER GUN

など